# Oxamyl
Oxamyl ist ein Wirkstoff zum Pflanzenschutz und eine chemische Verbindung aus der Gruppe der Carbamate.

## Gewinnung und Darstellung
Durch Umsetzung von Glyoxalsäuremethylester mit Hydroxylamin wird unter Abspaltung von Wasser das entsprechende Oxim erhalten. Dieses wird mit elementaren Chlor am Kohlenstoff der Oximgruppe chloriert. Das Chlorid wird nun mit Methanthiol, unter nucleophilen Angriff des Schwefels, zum Thioether umgesetzt. Gefolgt durch eine Amidierung mit Dimethylamin erhält man das entsprechende Amid. Der letzte Schritt ist nun die Umsetzung mit Methylisocyanat, wobei man das Oxamyl erhält.
1982 wurden in den USA etwa 180 t hergestellt.

## Eigenschaften
Oxamyl ist ein farbloser Feststoff mit schwach schwefligem Geruch. Ein Schmelzpunkt beträgt 100–102 °C, wobei eine zweite polymorphe Form aus der Schmelze rekristallisiert, die einen Schmelzpunkt von 108 bis 110 °C besitzt. Die Verbindung ist stabil unter neutralen oder sauren Bedingungen.

## Verwendung

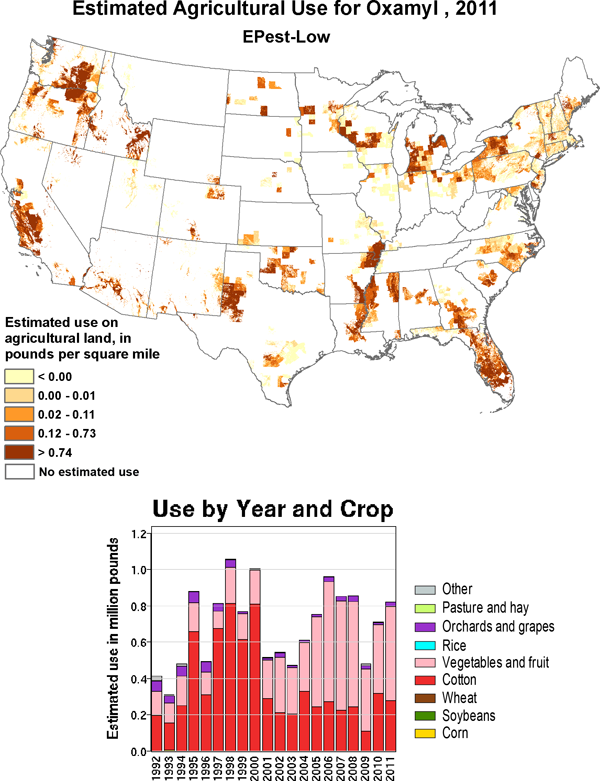
Geschätzte Ausbringungsmenge 2011 in den USA

Oxamyl wirkt durch Hemmung der Cholinesterasen und wird als Wirkstoff in Pflanzenschutzmitteln verwendet. Es wird als systemisch wirkendes Insektizid, Nematizid und Akarizid verwendet.
In den USA wird Oxamyl im Baumwoll-, Obst- und Gemüseanbau eingesetzt.

## Zulassungsstatus
Oxamyl wurde 2006 in die Liste zugelassener Pflanzenschutzwirkstoffe aufgenommen und durfte in den Staaten der Europäischen Union als Insektizid und Nematizid eingesetzt werden.
In Deutschland war der Wirkstoff von 1977 bis 1987 zugelassen.
Die Zulassung von Oxamyl in der Europäischen Union lief zum 1. Mai 2023 aus. In Deutschland, Österreich und der Schweiz sind keine Pflanzenschutzmittel-Produkte mit diesem Wirkstoff zugelassen.